# Рифуђо Амјатино (Сијена)
Рифуђо Амјатино је насеље у Италији у округу Сијена, региону Тоскана.
Према процени из 2011. у насељу је живело 2 становника. Насеље се налази на надморској висини од 1272 м.